# Regimiento de Telecomunicaciones n.º 4 "Membrillar"
El Batallón de Telecomunicaciones Nº4 "Membrillar" es un batallón perteneciente a la III División de Montaña del Ejército de Chile que tiene asentamiento en la ciudad de Valdivia, Región de los Ríos.
Junto con el Regimiento de Telecomunicaciones N.º 6 "Tarapacá" son los dos únicos regimientos de Telecomunicaciones del Ejército.

## Historia

### Origen como Unidad de Ingenieros
Bajo el nombre de Grupo de ingenieros Nº 6 "Membrillar" del General Juan Mackenna, nació el 30 de septiembre de 1937 por decreto supremo n.º 1769 de la Subsecretaría de Guerra , que en la parte pertinente, disponía: 
Las unidades del arma de ingenieros se organizarán y agruparán en la forma que se indica: Grupo de Ingenieros "Membrillar" del general Juan Mackenna, en la guarnición de Rancagua. Compuesto de: 1 Plana Mayor, 1 Escuadrón de Zapadores, 1 Escuadrón de Comunicaciones, 1 Columna de Puentes Motorizados.
Su nombre patronimico General Mackenna fue en homenaje al victorioso combate, en donde 1500 patriotas al mando del General MacKenna derrotaron a las tropas realistas, el 20 de marzo de 1814 durante la guerra de la independencia a orillas del río Itata.
En 1944 pasó a denominarse Grupo de Ingenieros n.º 6 "Membrillar" del general Juan Mackenna. Guarnición Rancagua; el 31 de mayo de 1946, Grupo de ingenieros n.º 6 "Membrillar" del general José Francisco Gana; el 10 de julio de 1958, Grupo de ingenieros n.º 8 "Membrillar" del general José Francisco Gana; el 17 de agosto de 1962, Regimiento de Telecomunicaciones n.º 8 "Membrillar".
El 30 de noviembre de 1962 pasó a llamarse Regimiento de Telecomunicaciones N.º 8 "Membrillar" y estuvo integrado por una compañía de plana mayor y servicios y otra de telecomunicaciones de combate.
Trasladado en 1969 a la guarnición de Valdivia, junto con el comando de la División de Caballería, el "Cazadores" y el "Maturana". Se fusionó con el Batallón de Telecomunicaciones n.º 4 "Valdivia" y el 3 de febrero de ese año pasó a denominarse Batallón de Telecomunicaciones Divisionario n.º 4 "Membrillar" del general José Francisco Gana; el 1° de octubre de 1974 se convirtió en Regimiento de Telecomunicaciones de Montaña n.º 4 "Membrillar" y el 21 de julio de 1981 adquirió su actual nombre: Regimiento de Telecomunicaciones n.º 4 "Membrillar".

### Denominación actual
El 21 de julio de 1981 recibió su denominación actual: Regimiento de Telecomunicaciones N.º 4 Membrillar, del General Don Francisco Gana Castro. 